# Char (musicista)
Char, pseudonimo di Hisato Takenaka (竹中尚人?, Takenaka Hisato; Shinagawa, 16 giugno 1955), è un musicista giapponese ritenuto come uno dei migliori chitarristi giapponesi di tutti i tempi.
Nel 2003 HMV Japan lo ha classificato al 38º posto nella classifica dei 100 artisti pop più importanti di sempre. Rolling Stone Japan ha classificato il suo album Psyche al 36º posto tra gli album rock più importanti di tutti i tempi. Guitar Magazine ha nominato Char come miglior chitarrista giapponese nella sua classifica del 2017. Nel 2019 la sua canzone A Fair Wind è stata classificata come 34ª miglior canzone strumentale con la chitarra da Young Guitar Magazine. Char è un endorser di Fender di cui possiede modelli personalizzati.

## Carriera
Iniziò a studiare pianoforte e chitarra a 8 anni. Sebbene abbia ascoltato vari chitarristi, è stato Eric Clapton a farlo appassionare allo strumento. Char iniziò a suonare come turnista mentre era ancora alle scuole medie. A 17 anni formò la band Smoky Medicine nel 1973 con Mari Kaneko. Sebbene scioltosi l'anno successivo, il gruppo ha attirato molta attenzione nel settore, con Guitar Magazine che in seguito li ha definiti la band amatoriale più famosa in Giappone.
Nel 1976 Char fece il suo debutto da solista su Canyon Records con il singolo Navy Blue, tre mesi prima dell'album Char il 25 settembre. Nel 1978, ha collaborato con Johnny Yoshinaga e Louise Louis Kabe per formare il supergruppo Johnny, Louis & Char. L'anno successivo hanno suonato un concerto gratuito alla Hibiya Open-Air Concert Hall, che è stato registrato e pubblicato come primo album Free Spirit. Dopo due album in studio, cambiarono il loro nome in Pink Cloud nel 1982 in seguito al cambio di etichetta discografica. Nel 1986 hanno collaborato con Kiyoshiro Imawano per le canzoni S.F. e Privato usate nell'anime Prefectural Earth Defense Force. Originariamente sciolti nel 1994, i membri hanno suonato insieme in varie combinazioni diverse volte fino alla morte di Yoshinaga nel 2012.
L'album USJ di Char del 1981 è stato coprodotto da Steve Lukather e comprende anche collaborazioni con Jeff Porcaro e David Foster.
Char ha co-composto e suonato nella canzone del 1986 Last Wish Onajiirono Christmas con Katsuhiko Nakagawa. Ha poi ripreso la sua parte di chitarra in una cover del 2014 della canzone della figlia di Nakagawa, Shoko.
Char fondò la sua etichetta discografica Edoya (江戸屋) nel 1987 e pubblicò due album da solista l'anno successivo. Sempre nel 1988, ha formato la band Psychedelix con Jimmy Copley e Jaz Lochrie. L'anno successivo, ha collaborato con Osamu Ishida per formare il duo acustico Baho.
Char ha trascorso il 1999 in tournée in Giappone con Carmine Appice e Tim Bogert in un supergruppo chiamato CB&A, con un album dal vivo pubblicato l'anno successivo.
Char ha collaborato con Tomoyasu Hotei per il singolo del 2006 Stereocaster. L'anno successivo si unì a Hotei e Brian Setzer per un breve tour congiunto.
Nel 2009, Char ha fondato l'etichetta discografica Zicca Records. Char ha pubblicato sei album cover nel 2010, ognuno con brani di un musicista diverso che lo ha ispirato: Eric Clapton, Jeff Beck, The Beatles, The Ventures, Jimmy Page e Jimi Hendrix.
Dal 2011 ha preso parte a diverse cover di canzoni famose organizzate da Playing for Change.
Per Rock+ del 2015, che ha festeggiato il suo 60º compleanno, Char ha collaborato con molti musicisti diversi, tra cui suo figlio Jesse, Tomuyasu Hotei, Hama Okamoto e Masaharu Fukuyama. Quell'anno tenne anche un concerto gratuito alla Hibiya Open-Air Concert Hall il 15 luglio, proprio come aveva fatto nel 1979 come parte di Johnny, Louis & Char.
Char è stato uno dei tanti ospiti alla chitarra nell'album del 2016 di Kazumi Watanabe Guitar is Beautiful KW45, presente in due canzoni. Nel 2017, Char ha suonato la chitarra nella cover di Exile Atsushi della canzone di successo di Joe Yamanaka del 1977 Proof of the Man.

## Vita privata
Char è sposato con l'ex modella Kanna S. McFaddin, che ha scritto i testi di molte delle sue canzoni. Hanno un figlio, Jesse McFaddin, chitarrista e cantante del gruppo rock giapponese Rize. I due compagni di band di Jesse, i fratelli Nobuaki Kaneko e KenKen Kaneko, sono i figli degli ex compagni di band di Char, Mari Kaneko e Johnny Yoshinaga.

## Discografia

### Album in studio
- Char (1976)
- Char II Have a Wine (1977)
- Thrill (1978)
- U.S.J (1981)
- Moon Child (1982)
- Psyche (1988)
- Psyche II (1988)
- I'm Gonna Take This Chance (1999)
- Bamboo Joints (2001)
- Sacred Hills (2002)
- Mr. 70's You Set Me Free (2003)
- Amano-Jack (2005)
- Rock+ (2015)
- Staying Zicca (2020)

### Album dal vivo
- Char Electric Guitar Concert (1997)
- Char Psyche 1988 (2000)
- Char Played With and Without (2000)
- Tradrock Char by Char (2011)
- Zig Zag Zone (2012)
- Tradrock Acoustic by Char (2012)
- 414 -Live at Hibiya Open Air Concert Hall (2013)
- Rock+ Eve -Live at Nippon Budokan (2015)

### Album di cover
- Eric by Char (2010)
- Jeff by Char (2010)
- The B by Char (2010)
- The V by Char (2010)
- Jimmy by Char (2010)
- Jimi by Char (2010)

### Raccolte
- The Best of Char (1982)
- Playback Series Char (1987)
- Flashback Memories (1991)
- Days Went By 1988~1993 (1993)
- Character (1996)
- Char Edoya Collection 1988–1997 (1998)
- All Around Me ~Char Plays Ballad~ (1999)
- Singles 1976–2005 (2006)
- Flying Toy's (2007)
- Golden☆Best Char (2011)
- The Premium Best Char (2013)
- Light Mellow Char (2014)

### EP
- When I Wake Up in the Morning (1989)
- Black Shoes (1989)
- Mustang (1994)

### Singoli
- Navy Blue (1976)
- Kizetsu Suruhodo Nayamashii (気絶するほど悩ましい, 1977)
- Gyakukōsen (逆光線, 1977)}
- Tōgyū-shi (闘牛士, 1978)
- Girl (1978)
- Blue Christmas (1978)
- Today (1998)
- Let It Blow (1998)
- Touch My Love Again (1999)
- Share the Wonder (2000)
- R-1 (Route One) (2000)
- Long Distance Call (2001)
- A Fair Wind (2002)
- 45 Over Drive (2004)
- Piano (2005)
- Osampo (2006)
- Stereocaster (2006)

### Video
- 20th Anniversary ~Electric Guitar Concert~ (1999)
- The Clips (2000)
- Live in Nippon Budokan 2001 ~Bamboo Joints~ (2002)
- No Generation Gap (2004)
- Psyche (2005)
- Amano-Jack Movin' The Documentary on Studio Work & Live Tour of Char (2006)
- 414 -Live at Hibiya Open Air ConcertHall (2013)
- Rock+ Eve Live at Nippon Budokan (2015)
- Rock Free Concert (2015)
- Tradrock Blu-ray and Archive Box (2015)
- Old News (2019)